# Mtfongwaneni
Mtfongwaneni (auch: Mthongwaneni) ist ein Inkhundla (Verwaltungseinheit) in der Region Manzini in Eswatini. Es ist 255 km² groß und hatte 2007 gemäß Volkszählung 17.302 Einwohner.

## Geographie
Das Inkhundla liegt im Osten der Region Manzini an der Einmündung der MR 8, östlich von Manzini.

## Gliederung
Das Inkhundla gliedert sich in die Imiphakatsi (Häuptlingsbezirke) Gundwini/Lesibovu, Hlane/Bulunga, Lwandle und Ndlandlameni.